# Blossia macilenta
Espèce
Synonymes
- Blossiola macilenta Lawrence, 1968

Blossia macilenta est une espèce de solifuges de la famille des Daesiidae.

## Distribution
Cette espèce est endémique d'Afrique du Sud. Elle se rencontre vers Brand Kaross.

## Publication originale
- Lawrence, 1968 : A contribution to the solifugid fauna of Southern Africa (Arachnida). Annals of the Transvaal Museum, vol. 26, p. 53-77.